# Millonarios Fútbol Club
Maillots
Actualités
Le Millonarios Fútbol Club, connus simplement sous le nom de Millonarios, est un club de football colombien de la ville de Bogota. Il est un des plus importants et populaires de Colombie. 
Avec 16 titres, le club est la deuxième formation la plus titrée en Championnat de Colombie de football. De plus, Los Millonarios est un des trois clubs qui ont participé à toutes les éditions du championnat de première division, avec l'Atlético Nacional et Santa Fe.
En 2009, Los Millonarios étaient le club qui avait remporté le plus de points en championnat depuis la création du celui-ci. C'est aussi l'équipe la plus titrée en Copa Colombia et le vainqueur de la dernière édition de la Copa Merconorte en 2001.

## Histoire
Le club fut fondé en 1937 par des étudiants du Collège San Bartolomé et du aujourd'hui disparu Institut de La Salle (l'actuel Instituto San Bernardo de La Salle).
Le club s'est constitué officiellement avec son nom actuel le 18 juin 1946, sous la direction de son premier président Alfonso Senior Quevedo (ce même homme qui réussit à obtenir l'organisation de la Coupe du monde 1986 pour la Colombie).
Dès le début du championnat en 1948, le club a obtenu un grand nombre de titres au niveau national et même au niveau international, dont le Campeonato Bodas de Oro del Real Madrid (tournoi du cinquantenaire du Real Madrid) et le Mundialito de Clubes (tournoi mondial des clubs) en 1953. Ces succès donnèrent à l'équipe de nombreux qualificatifs, comme el Embajador (l'ambassadeur), el Más Laureado (le grand lauréat) ou el Más veces campeón (le plus grand champion) du football colombien.
Vingt-quatre ans après leur dernier titre, Los Millonarios décrochent leur quatorzième étoile, lors de la finale du Tournoi de Clôture 2012. Ils disposent de leur dernier opposant, l'Independiente Medellín, à l'issue d'une séance de tirs au but.
En décembre 2013, l'Espagnol Juanma Lillo devient l'entraîneur jusqu'en août 2016, où il est remplacé par l'Argentin Diego Martin Cocc, remplacé à son tour en décembre 2016 par l'Argentin Miguel Ángel Russo.
En février 2018, Los Millonarios gagnent leur premier titre de Superliga en battant l'Atletico Nacional de Medellín à domicile par 2 à 1.

## Palmarès

### Compétitions nationales
- Championnat de Colombie (16)
  - Champion : 1949, 1951, 1952, 1953, 1959, 1961, 1962, 1963, 1964, 1972, 1978, 1987, 1988, Clôture 2012, Clôture 2017, Ouverture 2023

- Coupe de Colombie (3)
  - Vainqueur : 1953, 2011, 2022
  - Finaliste : 2013, 2023

- Superliga de Colombie (2)
  - Vainqueur : 2018, 2024
  - Finaliste : 2013

### Compétitions internationales
- Copa Merconorte (1)
  - Vainqueur : 2001
  - Finaliste : 2000

## Personnalités du club

### Joueurs du passé
- Willington Ortiz
- Alfredo Di Stéfano
- Arnoldo Iguarán
- Adolfo Pedernera
- Juan Gilberto Funes
- Carlos Valderrama
- Wilmer Cabrera
- Rubén Darío Hernández
- Víctor Hugo Montaño
- Héctor Rial
- Romeiro
- René Higuita
- Néstor Rossi
- Julio Cozzi
- Luis Delgado
- Miguel Augusto Prince
- Francisco Zuluaga
- Alonso Lopez
- Germán Gutiérrez de Piñeres
- Bonner Mosquera
- Rafael Robayo
- Alejandro Brand
- Alfredo Castillo
- Sergio Goycoechea
- Óscar Juárez
- Héctor Burguez (es)
- Radamel Falcao

### Entraîneurs du passé
- Héctor Scarone
- Carlos Aldabe (es)
- Adolfo Pedernera
- Gabriel Ochoa Uribe (es)
- Luis Augusto García
- Miguel Ángel Russo